# 209

## Събития
- Времето на трите царства в Китайската империя
- Публий Септимий Гета получава титлата Август